# Partit Popular de Castella i Lleó
El Partit Popular de Castella i Lleó (també conegut com a PP de Castella i Lleó) és la delegació castellà-lleonesa del Partit Popular. El seu president és Alfonso Fernández Mañueco, alcalde de Salamanca. Va succeir Juan Vicente Herrera, actual president de la Junta de Castella i Lleó, que portava catorze anys en el càrrec. Actualment governa en Àvila, Burgos, Lleó, Palència i Salamanca.

## Resultats electorals

### Corts de Castella i Lleó
| Any  | Líder                     | Vots    | %      | #  | Escons  | +/– | Govern   |
| ---- | ------------------------- | ------- | ------ | -- | ------- | --- | -------- |
| 1991 | Juan José Lucas           | 602,773 | 43.52% | 1r | 43 / 84 | 9   | Majoria  |
| 1995 | Juan José Lucas           | 805,553 | 52.20% | 1r | 50 / 84 | 7   | Majoria  |
| 1999 | Juan José Lucas           | 737,982 | 50.45% | 1r | 48 / 84 | 2   | Majoria  |
| 2003 | Juan Vicente Herrera      | 760,510 | 48.49% | 1r | 48 / 84 | =   | Majoria  |
| 2007 | Juan Vicente Herrera      | 748,746 | 49.17% | 1r | 48 / 84 | =   | Majoria  |
| 2011 | Juan Vicente Herrera      | 739,502 | 51.55% | 1r | 53 / 84 | 5   | Majoria  |
| 2015 | Juan Vicente Herrera      | 514,301 | 37.73% | 1r | 42 / 84 | 11  | Majoria  |
| 2019 | Alfonso Fernández Mañueco | 433,905 | 31.50% | 2n | 29 / 81 | 13  | Coalició |
| 2022 | Alfonso Fernández Mañueco | 378,896 | 31.43% | 1r | 31 / 81 | 2   | Coalició |